# Dobrozhanove
Dobrozhanove  (ucraniano: Доброжанове) es una localidad del Raión de Odesa en el Óblast de Odesa de Ucrania. Según el censo de 2001, tiene una población de 62 habitantes.